# Kníže z Asturie

Erb knížat z Asturie

Standarta knížete z Asturie

Asturský kníže či kníže z Asturie (španělsky Príncipe de Asturias) je hlavní titul náležící následníkovi Španělské koruny. Od 19. června 2014 je asturskou kněžnou infantka Leonor.

## Titul
Podle královského výnosu jsou od roku 1977 historické tituly následníků španělských historických území následující:
- Kníže z Asturie (Príncipe de Asturias) – dědic království Kastílie a Leónu, od roku 1388
- Kníže z Gerony (Príncipe de Gerona, katalánsky Príncep de Girona) – dědic Království aragonského, od roku 1351 jako vévoda z Gerony a od roku 1416 jako kníže z Gerony
- Kníže z Viany (Príncipe de Viana) – dědic Království navarrského, od roku 1424
- Vévoda z Montblancu (Duque de Montblanc, katalánsky Duc de Montblanc) – dědic Knížectví katalánského, od roku 1387
- Hrabě z Cervery (Conde de Cervera, katalánsky Comte de Cervera) – dědic Království valencijského, od roku 1351
- Pán z Balagueru (Señor de Balaguer, katalánsky Senyor de Balaguer) – dědic Mallorského království, od roku 1413

## Vznik titulu
Původ Asturského knížectví sahá až k počátkům 14. století, kdy pod názvem Asturias de Oviedo vzniklo první velké šlechtické panství dona Rodriga Álvareze, jenž se poté jmenoval don Rodrigo Álvarez de las Asturias (příležitostně užíval též příjmení „Álvarez-Nava“, jako ekvivalent k „Álvarez de las Asturias“, nabytím pozemků v obci Nava v Asturském knížectví). Když zemřel bez následníka, přešlo panství na Jindřicha Trastámarského, který je postoupil svému nemanželskému synovi Alfonsovi Enríquezi, hraběti de Noreña (1355–asi 1400). Ten za vlády Jana I. Kastilského zosnoval několik nepokojů, což mělo za následek, že král panství zkonfiskoval a připojil je ke španělské koruně.